# Het drijvende dorp
Het drijvende dorp is het honderdeenentwintigste stripverhaal uit de reeks van Suske en Wiske. Het is geschreven en getekend door Paul Geerts en gepubliceerd in De Standaard en Het Nieuwsblad van 19 mei 1978 tot en met 27 september 1978. De eerste albumuitgave in de Vierkleurenreeks was in mei 1979, met nummer 173.

## Locaties
- Stokkentoet, landerijen, bos en het vervloekte moeras met eiland (met hunebed)

## Personages
- Suske, Wiske, tante Sidonia, Lambik, Jerom, professor Barabas, boogschutters, Peerke, Barloef[1] (boze tovenaar), vrijschutter, vrouw, soldaten, boeren en boerinnen, schout en zijn dochter Annemie, pottenbakkers, beul, klompenmakers, wevers, mandenvlechters, smeden en andere dorpelingen

## Uitvindingen
- de teletijdmachine

## Het verhaal
Lambik gaat met Suske en Wiske op naar de festiviteiten die in verband met het jaar van het dorp worden gehouden. Ze rijden naar het oude dorp Stokkentoet, waar het gilde van de handboogschutters aan het werk is. Peerke, de oudste boogschutter, vertelt dat zijn voorouders allemaal buitengewone schutters waren en dat Stokkentoet in de zestiende eeuw van de aardbodem is verdwenen. De schutters van toen hebben het dorp gered van de boze tovenaar volgens de oude man, en de vrienden besluiten naar professor Barabas te gaan om uit te zoeken of dit waar is.
In een boek leest de professor dat er een graaf woonde die zich bezighield met witte magie. Hij bekijkt het dorp in 1538 via het scherm van de teletijdmachine, en dan zien ze dat het dorp op dat moment inderdaad was verdwenen. Lambik sluipt de volgende nacht het laboratorium van de professor binnen en flitst per ongeluk een man uit 1538 naar de 20e eeuw. Lambik wordt door de man aangezien voor een handlanger van "Barloef" en moet vluchten voor een pijlenregen. De volgende morgen belt professor Barabas tante Sidonia en hij vertelt dat er met de teletijdmachine is geknoeid. Jerom komt langs en de vrienden horen dat Lambik die nacht niet is thuisgekomen. De vrienden gaan naar professor Barabas en zien een pijl die minstens vierhonderd jaar oud is. De professor heeft ook de bolhoed van Lambik gevonden. Tante Sidonia maakt kleding en Suske, Wiske en Jerom worden naar het verleden geflitst om Lambik te zoeken.
De vrienden zien een kale vlakte en vragen inlichtingen bij een hutje aan de rand van het bos. De bewoonster vertelt dat het dorp in de wolken is verdwenen samen met de omliggende landerijen en bossen. Toen de graaf stierf, heeft zijn nar Barloef met toverformules kwaad gesticht. Barloef had zijn zinnen gezet op de dochter van de schout, maar werd door haar afgewezen. Uit wraak betoverde hij het dorp Stokkentoet zodat dit boven de wolken ging zweven, en als het ware een drijvend dorp werd. Pas als het huwelijk alsnog zou plaatsvinden, zou Barloef het dorp weer naar beneden laten.
De dochter van de schout werd opgesloten in de versterkte hofstede van Barloef. Jerom maakt een touw vast aan een grote haak. Hij gooit de haak naar het dorp en de vrienden klimmen via het touw naar boven. Ze komen bij de versterkte hofstede van Barloef, Jerom wordt door de nar in een boom betoverd. Suske en Wiske gaan verder en zien schapen op wolkjes drijven, Lambik blijkt als schaapsherderin rond te lopen en hoort wat er met Jerom is gebeurd. Lambik vertelt dat Annemie, de dochter van de schout, normaal de schapen hoedt. Hij heeft haar taken overgenomen nu ze gevangengenomen is. De vrienden zien dat soldaten een boerenfamilie aanvallen en komen te hulp, ze jagen de soldaten weg. Dan gaan ze naar het huis van de schout en vragen of ze hem kunnen helpen. De schout vertelt dat de nooit missende gouden boog in het vervloekte moeras is, alleen met deze boog kan Barloef verslagen worden. Lambik wil niet naar het moeras, maar de kinderen gaan er stiekem toch naartoe. Suske en Wiske redden een mug van een kikker en vinden dan een grote kist in het woud. Er komt een vliegende kroon uit de kist en ze lezen op de binnenkant van het deksel dat alle dieren nu vergroot zullen worden.
Suske en Wiske kunnen aan een kikker ontsnappen en worden aangevallen door een hagedis. Hierna volgen ze een schim in de bossen. Met hulp van de mug kunnen de kinderen opnieuw ontsnappen aan de kikker en ze gaan via een brug naar het moeras. Ze komen in het midden van het moeras op een eiland met een hunebed en vinden een trap die naar een onderaardse kamer leidt. Suske en Wiske vinden de koffer van de boog, maar de boog blijkt al te zijn verdwenen. Iemand is hen kennelijk al voor geweest. Als de kinderen weer bij het hunebed komen, blijkt de trap vernield te zijn. Ze gaan op waterski’s achter de mug over het moeras en een grote zwerm muggen stopt met gezamenlijke krachtinspanning de kroon weer in de kist. De dieren worden hierdoor weer klein. De hagedis vlucht weg, nu Suske en Wiske veel te groot voor hem zijn geworden.  Suske en Wiske gaan terug naar Lambik en vertellen wat er is gebeurd. Lambik reageert kwaad omdat de kinderen niet naar hem hebben geluisterd.
Barloef en zijn handlangers vallen het dorp aan en de schout kan de pottenbakker nog net op tijd redden. Als Barloef de schout aanvalt, wordt hij tegengehouden door een vrijschutter met de gouden boog. Barloef besluit een schietwedstrijd in Stokkentoet te organiseren; als de hoofdvogel niet wordt afgeschoten, zal de schout terechtgesteld worden. De schietwedstrijd zal bij de molen plaatsvinden en de schutters schieten een voor een pijlen richting de vogels. De zijvogels vliegen eraf, maar de hoofdvogel wordt niet afgeschoten, want Barloef heeft die goed laten vastbinden. Als de beul wil toeslaan, verklaart Annemie dat ze omwille van haar vader alsnog bereid is om met Barloef te trouwen. Dan verschijnt de vrijschutter en hij schiet ondanks Barloefs sabotage de hoofdvogel van de molenwiek.
Suske en Wiske weten de vrijschutter uit de handen van Barloefs handlangers te houden. De vrijschutter ontsnapt vervolgens voordat ze achter zijn identiteit komen. Barloef vlucht met Annemie. Suske en Wiske zien Lambik even later samen met de vrijschutter het bos uit komen. Lambik zegt dat hij ook niet weet wie de vrijschutter is. De vrienden bezoeken de schout, die er slecht aan toe is en zijn dochter wil zien. De dorpelingen besluiten Barloef aan te vallen en belegeren de hofstede. De vrijschutter arriveert en schiet een brandende pijl naar de hofstede, als sein voor de aanval. De Stokkentoeters steken de slotgracht over in vlotten en een reuzenklomp. De Stokkentoeters gooien brandende pek naar binnen en de vrijschutter gaat met Suske en Wiske de hofstede binnen. Ze zoeken het boek der zwarte kunsten. De vrijschutter weet Barloef met een pijl tijdelijk uit te schakelen. Suske vindt het boek en gooit dit in een vuur. Zodra het boek verbrandt, zijn alle betoveringen van Barloef verbroken. Jerom wordt weer normaal en verslaat de handlangers van Barloef. De vrijschutter blijkt Lambik te zijn; hij had om iedereen te misleiden een stropop zijn vrijschutterskleding aangedaan toen ze samen het bos verlieten.
Barloef wil Annemie naar beneden gooien, maar Jerom kan haar redden. Barloef probeert een vloek uit te spreken, maar door de verbranding van het toverboek is hij de spreuk vergeten waardoor hij zelf verandert in een bronzen beeld. Nu Barloefs macht ten einde is, zakt het drijvende dorp weer naar de aarde. De vrienden nemen de bronzen Barloef mee naar de smeden Kwinten en Matsijs, die het laten ombouwen tot een waterpomp. In Stokkentoet wordt feestgevierd en het bronzen Barloef-beeld wordt door Lambik onthuld. De schout laat een plakkaat zien van de gouden boog, als aandenken aan alle dorpen waar het goed is om te leven.
De vrienden worden dan naar hun eigen tijd geflitst. In de krant lezen ze dat ze hun eigen standbeeld krijgen in Antwerpen. Lambik is boos dat het alleen een standbeeld wordt voor Suske en Wiske. Dit vormt de opmaat naar het volgende verhaal, Het statige standbeeld.

## Achtergronden bij het verhaal
- Als Suske en Wiske de als boerin verklede Lambik tegenkomen, zingt hij Met de vlam in de pijp. Op het moment dat het Het drijvende dorp uitkwam was dit een grote hit van Henk Wijngaard.
- Het vrijschutter-thema kwam al eens eerder aan bod in de reeks in het album Lambiorix. Ook de vermommingen van de gemaskerde vrijschutter lijken sterk op elkaar. In De Raap van Rubens gebruikt Lambik eveneens zonder toestemming de teletijdmachine. Verder komt in De Kaartendans eveneens een boosaardige nar voor, de Joker. Zowel de Joker als Barloef kunnen gezien worden als kwaadaardige clowns.
- De plakkaat die Suske en Wiske aan het einde van het verhaal krijgen is een verwijzing naar het symbool dat in 1978 gebruikt werd om "het Jaar van het Dorp" te vieren.
- De smeden Kwinten en Matsijs zijn een verwijzing naar Quinten Matsijs.